# 安德魯·沙繆斯
安德魯·沙繆斯（Andrew Samuels，1949年1月19日—），是一位英國心理治療師、作家，從心理學的角度著述有關政治及社會議題。他目前是艾塞克斯大學分析心理學教授，曾於紐約大學、倫敦大學、羅漢普頓大學及澳門大學擔任客座教授。

## 經歷
安德魯·沙繆斯大學休學後於1960年代末至1970年代初開始從事戲劇相關工作，之後收到了皇家莎士比亞劇團的工作邀請，但沙繆斯決定在南威爾斯進行戲劇和青年諮商計畫。1973年完成倫敦政治經濟學院社會管理學位，接著獲得精神社工師的資格，前往分析心理學協會( Society of Analytical Psychology)擔任培訓分析師。
1995年協助成立「追求社會責任的心理治療師與諮商師」組織（PCSR, Psychotherapists and Counsellors for Social Responsibility），結合精神分析、榮格分析、人本心理等不同學派的治療師一同關切社會議題，彌補跨學科的分歧，幫助治療師與諮商師們，運用他們的知識和經驗，以專業能力進入社會與政治事務。
沙繆斯也協助以心理治療為基礎的智庫—「解藥」（Antidote）的創立。這個智庫採行多種領域的工作方式，尋求不只是心理治療領域的連結。「解藥」如今著手進行金錢與經濟事務的心理態度研究，嘗試將情感素養應用在政治上。
沙繆斯是國際榮格研究協會的創始成員，於2002年為了榮格學者及臨床醫師的學術組織。沙繆斯與巴巴度浦洛斯是最早一代的分析心理學教授（第一位是戴維·H·羅森，於1986年在德克薩斯州A&M大學開課），他們是艾塞克斯大學精神分析研究中心榮格及後榮格研究課程的聯合創始人。該課程是以榮格發展出的分析心理學，其中資訊性、批判性和反思為其精神，除了應用於文化和性別研究、社會和政治理論、哲學和宗教等領域，也同樣重視臨床理論。
2006年他受推選為英國心理治療評議會第一組榮譽研究員，2009年當選成為該會主席。

## 中文出版書籍
- 《診療椅上的政治》(Politics on the Couch)，2017年，繁體中文版由心靈工坊出版，ISBN 978-986-611-296-6

## 外部連結
- Official website （页面存档备份，存于）
- Samuels on BBC Radio 4 with Melvyn Bragg on "In Our Time: Jung" （页面存档备份，存于）